# Wladimir Nikolajewitsch Peregudow
Wladimir Nikolayevich Peregudov (russisch Владимир Николаевич Перегудов; geb. 28. Juni 1902 in Balakowo; gest. 19. September 1967 in St. Petersburg) war ein sowjetischer Wissenschaftler, Schiffbauingenieur und Kapitän.

## Leben
Peregudov stammt aus einer Bauernfamilie. Während des  Russischen Bürgerkriegs kämpfte er in einer Komsomol-Sondereinheit gegen die Weiße Armee in der Region Balakowo und arbeitete anschließend als Sekretär der außerordentlichen Untersuchungskommission ebenfort.
Ab 1921 diente er in der Marine, absolvierte Kurse für technische Offiziere der Baltischen Flotte in Petrograd und  besuchte 1926 das Marineingenieurinstitut Dzierżyński. 1926–1927 war er als leitender Militärrepräsentant und Reparaturmechaniker auf dem Schlachtschiff „Oktoberrevolution“ tätig. 1927 begann er ein Studium an der Fakultät für Marineschiffbau an der Marineakademie, schloss dieses 1930 mit dem Diplomprojekt „Eskadren-U-Boot“ ab und wurde als Schiffbauingenieur qualifiziert. Er wurde zum Leiter der Abteilung für Unterwasserfahrt im Wissenschaftlich-Technischen Komitee der Marine ernannt und wirkte am Bau der ersten sowjetischen U-Boote mit.
1934–1935 wurde er für die Zusammenarbeit mit der Deutsche Schiff- und Maschinenbau Aktiengesellschaft ins Ausland entsandt, was zur Entwicklung der „Mittleren“ U-Boot-Klasse führte.
Im November 1937 wurde er aufgrund seiner Weigerung, seinen Kollegen S.G. Turkov als Verräter und Volksfeind zu denunzieren, verhaftet, aber im März 1938 mangels Beweisen freigelassen.
Nach dem Krieg leitete er eine Gruppe von Konstrukteuren für Unterwasserwaffen in Deutschland, um die Produktion deutscher U-Boote zu studieren, und arbeitete im Jahr 1945 in der Werft in Danzig.
Später lehrte er an Seekriegsakademie N. G. Kusnezow (Seekriegsakademie für Schiffbau und Bewaffnung „A. N. Krylow“), entwarf U-Boote, war der Hauptkonstrukteur der U-Boot-Projekte 608 und 613 und arbeitete durchgehend im ZNI-45. Im April 1953 wurde er zum Leiter des speziell für den Entwurf von Atom-U-Booten gegründeten SKB-143 ernannt. Er war Hauptkonstrukteur der ersten sowjetischen Atom-U-Boote, des Typschiffs Projekt 627 K-3 Leninski Komsomol und der Serienschiffe Projekt 627A.
Für seine Arbeit an den ersten sowjetischen nuklearbetriebenen U-Booten wurde ihm am 23. Juli 1959 der Titel Held der sozialistischen Arbeit verliehen.
Später leitete er die Anfangsphase der Entwicklung von Atom-U-Booten mit flüssigmetallischem Kühlmittel des Projekts 645ЖМТ.
Ab 1960 war er als Kapitän 1. Ranges-Ingenieur im Ruhestand und verließ seine Position als Hauptkonstrukteur des SKB, arbeitete jedoch bis 1965 weiterhin als leitender Konstrukteur. Er hielt Vorträge über U-Boot-Design an der Marineakademie, militärischen Schulen und dem Leningrader Schiffbauinstitut.
Er erstarb 1967 und wurde auf dem Serafimowskij-Friedhof in Sankt Petersburg beigesetzt.
| Personendaten    | Personendaten                                                               |
| ---------------- | --------------------------------------------------------------------------- |
| NAME             | Peregudow, Wladimir Nikolajewitsch                                          |
| ALTERNATIVNAMEN  | Peregudov, Wladimir Nikolayevich; Перегудов, Владимир Николаевич (russisch) |
| KURZBESCHREIBUNG | sowjetischer Wissenschaftler, Schiffbauer und Kapitän                       |
| GEBURTSDATUM     | 28. Juni 1902                                                               |
| GEBURTSORT       | Balakowo                                                                    |
| STERBEDATUM      | 19. September 1967                                                          |
| STERBEORT        | St. Petersburg                                                              |